# Diadelioides ghesquierei
Diadelioides ghesquierei är en skalbaggsart som beskrevs av Stefan von Breuning 1952. Diadelioides ghesquierei ingår i släktet Diadelioides och familjen långhorningar. Inga underarter finns listade i Catalogue of Life.